# إنريكو سالا
إنريكو سالا (بالإيطالية: Enrico Sala)‏ ولد بتاريخ 12 يونيو 1891 في ميلانو، وتوفي في 3 أغسطس 1979 في ميلانو، كان دراج إيطالي.

## روابط خارجية
- إنريكو سالا على موقع أرشيف الدراجات (الإنجليزية)
- إنريكو سالا على موقع إحصائيات الدراجات الإحترافية (الإنجليزية)